# Jean-Pierre Canihac
Jean-Pierre Canihac est un musicien français né en 1947 à Toulouse, membre fondateur de l'ensemble des Sacqueboutiers de Toulouse au sein duquel il pratique le cornet à bouquin comme soliste.

## Biographie
Sa formation l'a entrainé du conservatoire de Toulouse à celui de Versailles et Paris. Il obtient plusieurs premiers prix, notamment celui de trompette, musique de chambre et un certificat d'aptitude à l'enseignement musical.
Alors professeur au conservatoire national de région de Toulouse, il fonde les Sacqueboutiers avec Jean-Pierre Mathieu en 1976. 
Il jouera dans de nombreux ensembles sous la direction de plusieurs chefs de renom que sont Philippe Herreweghe (La Chapelle Royale), Jordi Savall (Hespèrion XXI), William Christie (Les Arts Florissants), Emmanuelle Haïm (Le Concert d'Astrée), Sigiswald Kuijken etc.
En 1989, il est nommé professeur au département de musique ancienne du Conservatoire national supérieur de musique de Lyon et il rejoint, en 2001, l'école supérieure de musique de Catalogne à Barcelone.